# 公野櫻子
公野 櫻子（きみの さくらこ）は、日本のライトノベル作家。女性。東京都出身。

## 略歴
1999年、『電撃G's magazine』（メディアワークス）の読者参加型企画『シスター・プリンセス』で、各種キャラクター設定及び文芸（原作の執筆）全般を手掛ける。同企画の終了後には、同誌タイアップのラジオ番組『電撃G's Radio』内で行われたリスナー参加型企画『パピー・ガールズ 〜わたしのおじさま〜』や、同誌の読者参加型企画『Strawberry Panic!』『Baby Princess』『ラブライブ!』などにも参加している。

## 作風
これまでの作品は、兄を持つこと（『シスター・プリンセス』）、女子校での学生生活（『Strawberry Panic!』）、大勢の従姉妹との思い出（『Baby Princess』）など、自身の経験が創作の元になっていると同時に、作品とは自分が創るものではなく、既に存在しているものを文章に書き起こすものだと語っている。
他者の作品のあとがきを読むと作品自体の印象がマイナスの意味で変わり得ることがあるため、自分自身があとがきを書くのは苦手としている。

## 作品
1999年
- シスター・プリンセス（1999年 - 2003年、原作、文、ゲーム版シナリオ原案、関連キャラクターソングの歌詞（一部）、ボイスドラマシナリオ（アニメ版を除く））

2003年
- パピー・ガールズ 〜わたしのおじさま〜（原作、ボイスドラマシナリオ）
- Strawberry Panic!（2003年 - 2006年、原作、文、小説、ボイスドラマシナリオ（一部））

2007年
- Baby Princess（2007年 - 2012年） - 原作、文、小説

2010年
- ラブライブ!（2010年 - 、原作、原案、文、オリジナルストーリーブック『ラブライブ！ School idol diary』、テレビアニメ版BD特典小説、ボイスドラマシナリオ（一部））

2015年
- ラブライブ!サンシャイン!!（2015年 - 、原作、原案、文、テレビアニメ版BD特典小説、ボイスドラマシナリオ（一部））

2017年
- ラブライブ!虹ヶ咲学園スクールアイドル同好会（2017年 - 、原案）

2018年
- にじよん〜ラブライブ!虹ヶ咲学園スクールアイドル同好会 よんこま〜（2018年 - 2022年、原案）

2020年
- ラブライブ!スーパースター!!（2020年 - 、原案）

2022年
- スクールアイドルミュージカル（2022年 - 、原案）

2023年
- にじよん あにめーしょん（原案）
- ラブライブ!蓮ノ空女学院スクールアイドルクラブ（2023年 - 、原案）

2025年
- イキヅライブ! LOVELIVE! BLUEBIRD（2025年 - 、原案、メンバーテキスト）